# Jean Leclerc

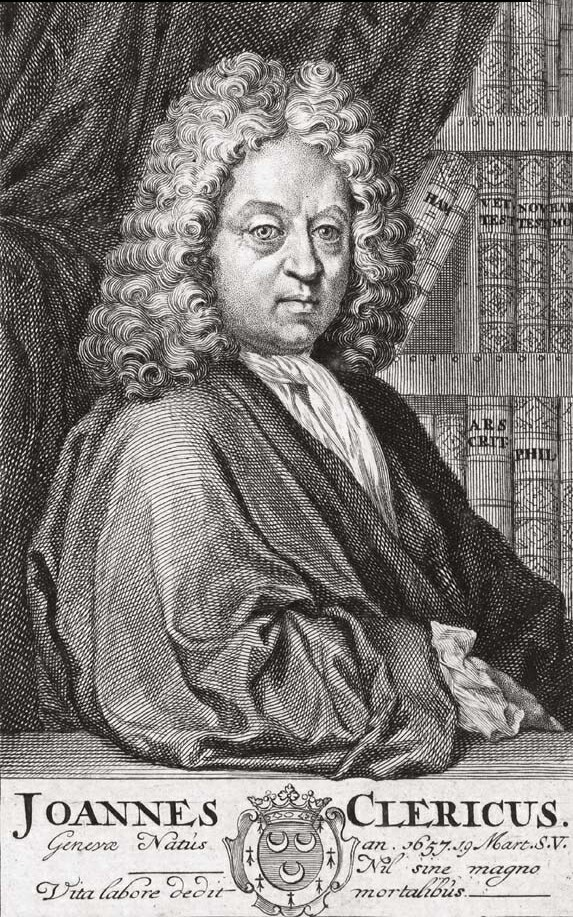
Johannes Clericus

Jean Leclerc oder Jean Le Clerc (auch Johannes Clericus, * 19. März 1657 in Genf; † 8. Januar 1736 in Amsterdam) war ein Genfer Theologe und Philologe.
Leclerc setzte sich für eine kritische Interpretation der Bibel ein, brach deswegen mit dem Calvinismus und musste Genf verlassen. 1682 ging er nach London, zog aber schon im nächsten Jahr weiter nach Amsterdam und lehrte dort am Kollegium der Remonstranten.
Er stellte drei Enzyklopädien zusammen
- Bibliothèque universelle et historique (1686–1693)
- Bibliothèque choisie (1703–1713)
- Bibliothèque ancienne et moderne (1714–1730)

Leclerc hatte viele Berührungspunkte mit John Locke und zitierte dessen Werke ausführlich in seinen Enzyklopädien. Hermann Samuel Reimarus knüpft in seinen Fragmenten an Leclercs These aus dem Kommentar zu den fünf Büchern des Propheten Moses (in der Ausgabe von Pfaff 1733) an, wonach eine Verheissung der Unsterblichkeit oder ewigen Seligkeit zur Zeit des Moses nicht bekannt gewesen sei.

## Weitere Werke
- Editionen von Texten der Kirchenväter
- Kommentar zu den fünf Büchern des Propheten Moses
- Physica sive de rebus corporeis, 1696
- Ars critica, 1697
- De l’incrédulité, où l’on examine les motifs et les raisons générales qui portent les incrédules à rejetter la religion chrétienne, 1697 (dt. Übersetzung Untersuchung des Unglaubens nach seinen allgemeinen Quellen und Veranlassungen, 1747, in der Digitalen Bibliothek Mecklenburg-Vorpommern)
- Harmonia evangelica, 1700